# Aconodes submontanus
Aconodes submontanus là một loài bọ cánh cứng trong họ Cerambycidae.